# Montepulciano
Montepulciano é uma comuna italiana de 14.506 habitantes, pertencente à província de Siena, na região da Toscana. Estende-se por uma área de 165 km², tendo uma densidade populacional de 84 hab/km². Faz fronteira com Castiglione del Lago (PG), Chianciano Terme, Chiusi, Cortona (AR), Pienza, Torrita di Siena. A cidade está situada ao topo de uma colina, a 605 m acima do nível do mar, em meio a dois grandes vales: o Val di Chiana e o Val d'Orcia.
De passado muito antigo, as origens da cidade remontam aos etruscos, no séc. IV a.C.
Sua notoriedade deve-se também à riqueza de seus excelentes vinhedos, de onde se extrai o Vino Nobile di Montepulciano DOCG.

## Demografia
| Variação demográfica do município entre 1861 e 2011                               |
|                                                                                   |
| Fonte: Istituto Nazionale di Statistica (ISTAT) - Elaboração gráfica da Wikipedia |